# Octaviens
 (août 2025).
Le contenu est difficilement compréhensible vu les erreurs de traduction, qui sont peut-être dues à l'utilisation d'un logiciel de traduction automatique.
Les Octaviens est une commission financière de huit au sein du gouvernement écossais nommé par Jacques VI et Ier le 9 janvier 1596,,.

## Origines
Le ministre de Jacques VI, John Maitland, meurt le 3 octobre 1595 et sa situation financière est difficile. 
Les Octaviens sont partiellement tirés d'un comité nommé en 1593 par le Parlement d'Écosse afin de veiller sur les domaines d'Anne de Danemark,,. À cette époque, le roi Jacques a de la difficulté à financer les deux foyers royaux, et, quelques années plus tard, il rédige qu'Alexander Seton avait plaisanté concernant son « foyer ne pouvant pas être gardé sur des épigrammes », signifiant que les belles paroles, à elles-seules, ne récolteraient pas d'argent. 
Un courtisan anglais en Écosse, Roger Aston, décrit les événements en décembre 1595 dans une lettre adressée à James Hudson, un diplomate écossais basé à Londres : « Le conseil de la reine se joint au prieur (Alexander Seton) et d'autre du conseil du roi pour la réforme des affaires particulières du roi. » Le comité pour les domaines de la reine se poursuit après l'Union des Couronnes, et de nouvelles nominations s'effectuent en avril 1617.

## Administration
On raconte qu'en fin décembre 1595, le conseil de la Reine, nouvellement nommé en tant qu'Octaviens, donne une bourse d'or à Anne de Danemark qu'elle présente au roi comme étrennes,. Les détails de cet incident sont obscurs. Les Octaviens font de spectaculaires efforts afin de réduire le coût des foyers royaux de Jacques VI et Anne de Danemark. Le chambellan, le Duc de Lennox, et le Maître de maison sont encouragés à réduire le nombre de courtisans recevant des honoraires ainsi que des repas à la cour, et jusqu'à 70 emplois sont coupés. 
Les Octaviens sont un corps réformateur, pressé d'apporter l'ordre aux finances royales et d'appuyer avec force sur le patronage. Ils imposent une taxe d'importation de 5 % et promeuvent une expédition dans les Highlands afin de retrouver les recettes fiscales. Les Octaviens nomment Henry Wardlaw de Pitreavie, en tant que Receveur Général, responsable des recettes du Contrôleur de gestion, des Nouvelles augmentations (droits payés sur d'anciens terrains de l'Église), ainsi que de l'hôtel des monnaies.  
La commission initiale des Octaviens ne dura qu'une année et fut fort peu appréciée. Les presbytériens tentent un coup d'État le 17 décembre 1596. Ils demandent à ce que les Octaviens se séparent,. Jacques VI réside dans l'hôtel de ville d'Édimbourg avec la majorité du Conseil privé d'Écosse ainsi que des Octaviens. Après un sermon donné par Walter Balcanquhall au sein de la Cathédrale Saint-Gilles, la congrégation sort en hurlant « l'épée de Gédéon » et certains émeutiers appellent aux armes. La garde royale escorte Jacques VI jusqu'au Palais de Holyrood.
Lorsque leur commission est renouvelée en 1597, ils sont confrontés à une opposition paralysante de la part d'intérêts particuliers, et certains Octaviens sont suspectés de sympathiser avec les Catholiques. Mais le concept de la commission en tant qu'extension au ministère des Finances au sein du gouvernement persiste et, sous le nom de Nouveaux Octaviens, elle joue un rôle dans l'administration écossaise lors du règne de Charles Ier.

## Nouveaux Octaviens de 1611
- John Spottiswoode[19].